# Abdul Momin
Abdul Momin (1785 – 30 de mayo de 1885) fue sultán de Brunéi desde 1852 hasta su muerte. Era hijo de un noble llamado Pengiran Shahbandar Pengiran Anak Abdul Wahab. Pengiran Anak Abdul Momin sucedió a su suegro Omar Ali Saifuddin II como sultán tras su muerte, habiéndose desempeñado anteriormente como regente para él durante su enfermedad. Fue muy respetado porque trajo paz y orden al país. Durante su reinado se fomentó la enseñanza del Islam y envió algunos ulemas a la ciudad sagrada de La Meca.